# Битка при Картахена (1643)
Битката при Картахена е морско сражение на 3 септември 1643 г. по време на Френско-испанската война близо до Картахена.

## Ход на битката
През 1643 френският адмирал Брезе отплава на юг, за да намери и унищожи испанския флот и да донесе морско превъзходство на Франция в Средиземно море. Той намира флот от дюнкеркски кораби, командвани от Йоос Петерсен и ескадра от флота на морето океан, водена от Мартин Карлос де Менкос. В седем часа на 3 септември, Брезе напада испанския флот и успява да го разпръсне поради благоприятния вятър. Един галеон е изгорен, а два биват пленени, докато останалите испански кораби се оттеглят в пристанището на Картахена.
Пристанището остава блокирано за повече от година, което на практика прекъсва търговията между Испания и владенията ѝ в Италия.